# Thomas Sowell
Thomas Sowell (Gastonia, Sjeverna Karolina, 30. lipnja 1930.) američki je ekonomist, pisac, politički i društveni komentator poznat kao jedan od najpoznatijih afroameričkih intelektualaca desne orijentacije.
Sowell je u mladosti bio marksist, da bi nakon stažiranja u Portoriku njegovi stavovi počeli skretati prema slobodnom tržištu, a Sowell postao jednim od najpoznatijih američkih kritičara marksizma. Poznat je zbog osebujnih stavova po pitanju afirmativne akcije, ali i zagovornik legalizacije droga, te se više voli izjašnjavati kao libertarijanac nego konzervativac.
Doktorirao je ekonomiju na Chicaškom sveučilištu 1968. godine dizertacijom na temu Say's law and the general glut controversy.
Prema mišljenju Larryja D. Nachmana koje je objavio u časopisu Commentaryju, Sowell je vodeći predstavnik Chicaške škole ekonomije.